# Lašče, Borovnica
Lašče je naselje v Občini Borovnica.